# Grand Prix automobile du Brésil 2000
GP précédent GP suivant
Le Grand Prix automobile du Brésil 2000 (Grande Prêmio Marlboro do Brasil 2000), disputé le 26 mars 2000 sur le circuit d'Interlagos, est la 648e épreuve du championnat du monde de Formule 1 courue depuis 1950. Il s'agit de la vingt-huitième édition du Grand Prix du Brésil comptant pour le championnat du monde de Formule 1 et de la deuxième manche du championnat 2000.

## Classement
| Pos. | No | Pilote                | Écurie             | Tours | Temps/Abandon                      | Grille | Points |
| ---- | -- | --------------------- | ------------------ | ----- | ---------------------------------- | ------ | ------ |
| 1    | 3  | Michael Schumacher    | Ferrari            | 71    | 1 h 31 min 35 s 271 (200,423 km/h) | 3      | 10     |
| Dsq. | 2  | David Coulthard       | McLaren-Mercedes   | 71    | Disqualifié                        | 2      |        |
| 2    | 11 | Giancarlo Fisichella  | Benetton-Playlife  | 71    | + 39 s 898                         | 5      | 6      |
| 3    | 5  | Heinz-Harald Frentzen | Jordan-Mugen-Honda | 71    | + 42 s 268                         | 7      | 4      |
| 4    | 6  | Jarno Trulli          | Jordan-Mugen-Honda | 71    | + 1 min 12 s 780                   | 12     | 3      |
| 5    | 9  | Ralf Schumacher       | Williams-BMW       | 70    | + 1 tour                           | 11     | 2      |
| 6    | 10 | Jenson Button         | Williams-BMW       | 70    | + 1 tour                           | 9      | 1      |
| 7    | 19 | Jos Verstappen        | Arrows-Supertec    | 70    | + 1 tour                           | 14     |        |
| 8    | 18 | Pedro de la Rosa      | Arrows-Supertec    | 70    | + 1 tour                           | 16     |        |
| 9    | 23 | Ricardo Zonta         | BAR-Honda          | 69    | + 2 tours                          | 8      |        |
| 10   | 21 | Gaston Mazzacane      | Minardi-Fondmetal  | 69    | + 2 tours                          | 20     |        |
| Abd. | 8  | Johnny Herbert        | Jaguar-Ford        | 51    | Boîte de vitesses                  | 17     |        |
| Abd. | 20 | Marc Gené             | Minardi-Fondmetal  | 31    | Moteur                             | 18     |        |
| Abd. | 1  | Mika Häkkinen         | McLaren-Mercedes   | 30    | Pression d'huile                   | 1      |        |
| Abd. | 4  | Rubens Barrichello    | Ferrari            | 27    | Moteur                             | 4      |        |
| Abd. | 7  | Eddie Irvine          | Jaguar-Ford        | 20    | Accident                           | 6      |        |
| Abd. | 22 | Jacques Villeneuve    | BAR-Honda          | 16    | Boîte de vitesses                  | 10     |        |
| Abd. | 14 | Jean Alesi            | Prost-Peugeot      | 11    | Panne électrique                   | 15     |        |
| Abd. | 15 | Nick Heidfeld         | Prost-Peugeot      | 9     | Moteur                             | 19     |        |
| Abd. | 12 | Alexander Wurz        | Benetton-Playlife  | 6     | Moteur                             | 13     |        |
| Ret. | 16 | Pedro Diniz           | Sauber-Petronas    |       | Forfait                            |        |        |
| Ret. | 17 | Mika Salo             | Sauber-Petronas    |       | Forfait                            |        |        |

## Pole position et record du tour
- Pole position : Mika Häkkinen en 1 min 14 s 111 (vitesse moyenne : 209,313 km/h).
- Meilleur tour en course : Michael Schumacher en 1 min 14 s 755 au 48e tour (vitesse moyenne : 207,510 km/h).

## Tours en tête
- Mika Häkkinen : 8 (1 / 23-29)
- Michael Schumacher : 61 (2-20 / 30-71)
- Rubens Barrichello : 2 (21-22)

## Statistiques
- 37e victoire pour Michael Schumacher.
- 127e victoire pour Ferrari en tant que constructeur.
- 127e victoire pour Ferrari en tant que motoriste.
- 100e Grand Prix pour Peugeot en tant que motoriste.
- David Coulthard, second sous le drapeau à damiers, est disqualifié pour aileron avant non réglementaire[1].
- Les deux Sauber n'ont pas pris le départ pour raisons de sécurité à la suite des incidents survenus aux essais où leurs ailerons arrière s'étaient cassés.